# Przemysław Zieliński
Przemysław Zieliński (ur. 4 września 1915 w Rosji, zm. 12 maja 1990 w Warszawie) – polski aktor teatralny i reżyser.

## Życiorys

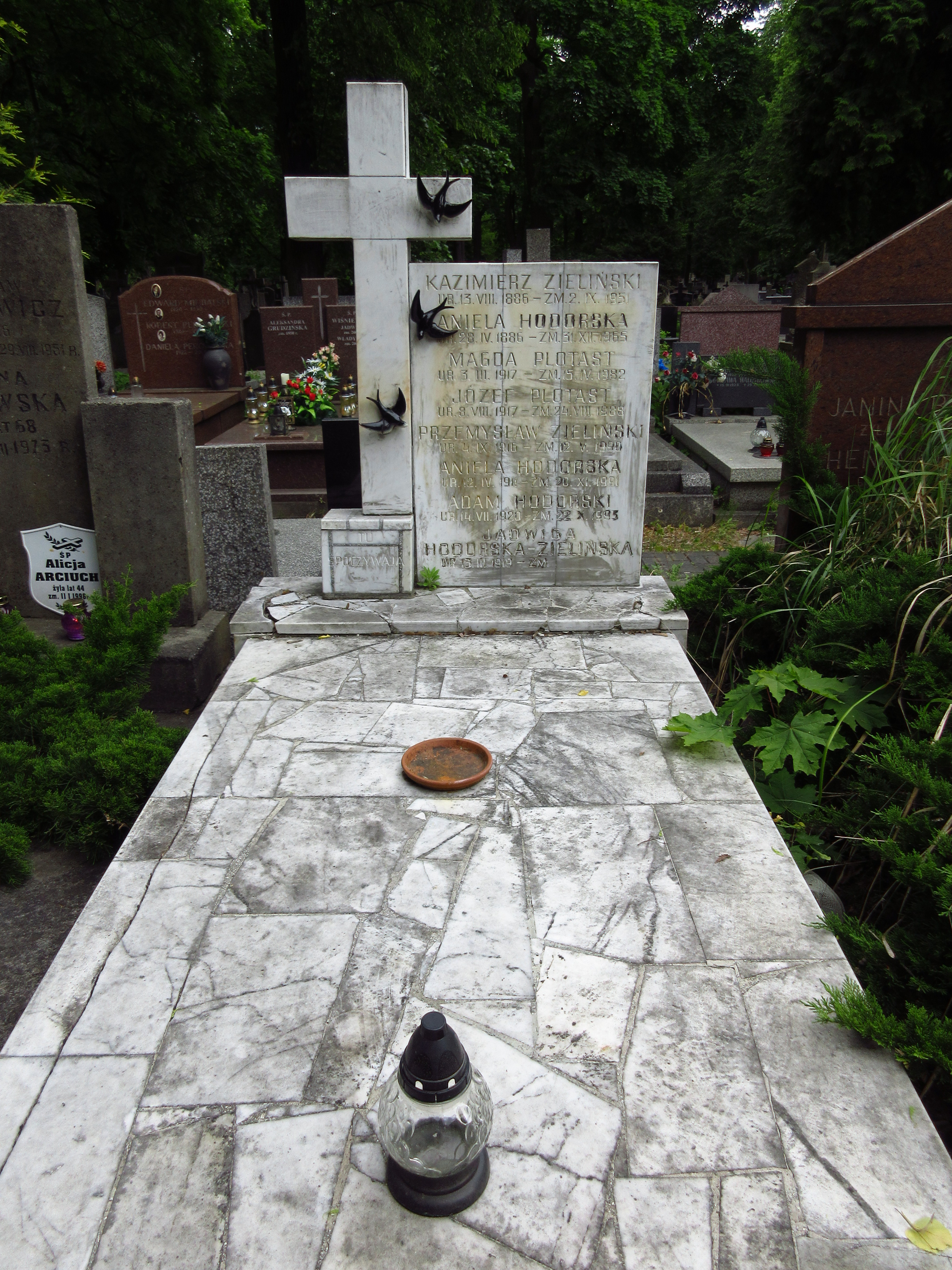
Grób Przemysława Zielińskiego na cmentarzu Bródnowskim

Studiował prawo na Uniwersytecie Warszawskim. Począwszy od roku 1937 był studentem warszawskiego PIST-u. Ukończył jego Wydział Aktorski już w warunkach konspiracyjnych, w 1940 r. Piętnaście lat później (1955 r.) uzyskał dyplom Wydziału Reżyserii warszawskiej PWST.

## Kariera sceniczna
Oficjalnie zadebiutował 29 sierpnia 1944 r. na scenie lubelskiego Teatru Zrzeszenia Aktorskiego, jako Hado, w sztuce Jeńcy autorstwa Lucjana Rydla, w reżyserii Ireny Ładosiówny. Inne spektakle z udziałem Zielińskiego to m.in.:
- 13 IX 1944: Muzyka na ulicy Peter Schurek, reż. Józef Klejer jako milicjant
- 27 X 1944: Uciekła mi przepióreczka Stefan Żeromski, reż. Irena Ładosiówna jako Zabrzeziński.

Przez wiosnę i lato 1945 r. występował na deskach tamtejszego Teatru Miejskiego:
- 14 IV 1945: Lekkomyślna siostra Włodzimierz Perzyński, reż. Karol Borowski jako lokaj
- 8 V 1945: Matura Laszlo Fodor, reż. Gustawa Błońska jako Ali Krendal
- 24 VII 1945: Artyści Artur Hopkins i George Manker Watters, reż. Karol Borowski jako Jimmy
- 28 VIII 1945: Papa Gaston Arman de Caillavet i Robert de Flers, reż. Antoni Różycki jako Rejent Verviers.

Latem 1946 r. zawitał na krótko do olsztyńskiego Teatru im. Stefana Jaracza:
- 9 VII 1946: Panna Maliczewska Gabriela Zapolska, reż. Zygmunt Chmielewski jako Filo.

Następne dwa sezony teatralne (od IX 1946 do VII 1948 r.) wiązały się z przeprowadzką do Torunia i angażem w tamtejszym Teatrze Ziemi Pomorskiej:
- 21 IX 1946: Orfeusz Anna Świrszczyńska (prapremiera), reż. Wilam Horzyca jako Oberżysta
- 9 X 1946: Gwałtu, co się dzieje![3] Aleksander Fredro, reż. Józef Maśliński jako Tobiasz
- 28 X 1946: Dwa teatry Jerzy Szaniawski, reż. Wilam Horzyca jako Leśniczy
- 26 XI 1946: Król włóczęgów Justin Huntley Mac Carthy, reż. Maryna Broniewska jako Ludwik XI
- 21 XII 1946: Za kulisami (Tyrtej) Cyprian Kamil Norwid, reż. Wilam Horzyca jako Sofistoff
- 18 II 1947:
  - Czarna dama z sonetów George Bernard Shaw, reż. Wilam Horzyca jako Człowiek
  - Magia Gilbert Keith Chesterton, reż. Wilam Horzyca jako Książę
- 2 IV 1947: Wesele Stanisław Wyspiański, reż. Wilam Horzyca – w podwójnej roli: Dziennikarz, Wernyhora
- 14 V 1947: Romeo i Julia William Szekspir, reż. Wilam Horzyca jako Benwolio
- 12 VI 1947: Gospodarstwo Jarosław Iwaszkiewicz, reż. Maryna Broniewska jako Alojzy
- 4 X 1947: Życie jest snem Pedro Calderón de la Barca, reż. Wilam Horzyca jako Astolf
- 14 II 1948: Dom otwarty[4] Michał Bałucki, reż. Wilam Horzyca jako Wicherkowski
- 13 III 1948: Cezar i Kleopatra George Bernard Shaw, reż. Wilam Horzyca jako Juliusz Cezar
- 18 VI 1948: Są rzeczy ważniejsze Janusz Teodor Dybowski, reż. Gustawa Błońska jako Franek Miazłowski
- 15 VII 1948: Seans Noël Coward, reż. Hanna Małkowska jako Karol.

Jeden sezon (od IX 1948 do VIII 1949 r.) spędził na deskach poznańskiego Teatru Polskiego:
- 5 IX 1948: Wilki w nocy Tadeusz Rittner, reż. Wilam Horzyca jako Prokurator
- 30 III 1949: Mąż i żona[5] Aleksander Fredro, reż. Stefan Drewicz jako Alfred
- 3 VIII 1949: Rozkosz uczciwości Luigi Pirandello, reż. Wilam Horzyca jako Angelo Baldovino.

Jednocześnie, przez 2 lata swej pracy aktorskiej (od XII 1948 r.) był także związany z warszawskim Teatrem Rozmaitości:
- 21 XII 1948: Zagadnienie rosyjskie Konstantin Simonow, reż. Emil Chaberski jako Smith.

W roku 1950 rozpoczął kilkuletnią współpracę z tamtejszym Teatrem Domu Wojska Polskiego. Z niewielkimi przerwami trwała ona aż do roku 1956:
- 12 IV 1951: Ludzie dobrej woli Georgi Mdiwani, reż. Józef Wyszomirski
- 26 V 1951: Dwie blizny[6] Aleksander Fredro, reż. Gustawa Błońska jako Alfred Tulski
- 12 X 1951: Jedyna droga K. Gruszczyński i Kazimierz Korcelli, reż. Leon Schiller jako Partyzant
- 23 I 1952: Tajna wojna W. Michajłow i L. Samojłow, reż. Ł. Kobryński i J. Nowacki jako Człowiek bez paszportu
- 27 III 1952: 4:0 dla ATK Pavel Pasek, reż. Artur Młodnicki jako Mazanec
- 22 X 1952: Stefan Czarniecki i ... Kazimierz Korcelli, reż. Ludwik René jako Dworzanin króla szwedzkiego
- 30 IV 1953: Domek z kart Maria Koszyc i Emil Zegadłowicz, reż. Erwin Axer jako Literat I (Teatr Współczesny)
- 29 I 1954: Lubow Jarowaja Konstanty Treniew, reż. Bronisław Dąbrowski, asystent reż.: P. Zieliński (Teatr Polski)
- 30 IX 1954: Karabiny matki Carrar Bertolt Brecht, reż. Konrad Swinarski i P. Zieliński (Teatr Nowej Warszawy)
- 6 II 1955: Żołnierz i bohater George Bernard Shaw, reż. P. Zieliński (Bałtycki Teatr Dramatyczny)
- 22 VII 1955: Wesele Stanisław Wyspiański, reż. Maryna Broniewska i Jan Świderski jako Dziennikarz
- 7 XI 1955: Tragedia optymistyczna Wsiewołod Wiszniewski, reż. Lidia Zamkow jako Duchowny
- 18 II 1956: Dobry człowiek z Seczuanu Bertolt Brecht, reż. Ludwik René jako Drugi Bóg.

Przez jeden sezon (rok 1957), jako aktor i reżyser, gościł na deskach białostockiego Teatru Dramatycznego:
- 11 I 1957: Maszyna do pisania Jean Cocteau, reż. P. Zieliński oraz jako Fred
- 9 III 1957: Romeo i Janeczka Jean Anouilh, reż. P. Zieliński
- 29 VI 1957: Wesołe kumoszki z Windsoru William Shakespeare, reż. P. Zieliński.

Kolejne pięć lat (od XII 1957 do VII 1962 r.) współpracował, jako aktor i reżyser, z warszawskim Teatrem Klasycznym:
- 29 V 1958: Bolesław Śmiały. Skałka (fragmenty) Stanisław Wyspiański, reż. Emil Chaberski jako Włodzisław
- 16 X 1958: Rozbójnik Karel Čapek, reż. Tadeusz Chmielewski jako Szelf
- 28 XI 1959: Dziewczęta z fotografii Gian Paolo Callegari, reż. Jadwiga Chojnacka jako Antonio Geratti
- 16 VII 1960: Otello William Shakespeare, reż. Emil Chaberski jako Doża wenecki
- 23 VII 1960: Kapelusz pełen deszczu Michael V. Gazzo, reż. Bohdan Poręba jako Matka
- 20 IV 1961: Noce królewskie Anatol Stern, reż. P. Zieliński
- 8 XI 1961: Harvey Mary Chase, reż. Emil Chaberski jako Sędzia Omar Gaffney
- 1 VII 1962: Miecz Damoklesa Nâzım Hikmet, reż. Emil Chaberski jako Pośrednik.

W ciągu 9 miesięcy (od XI 1962 do VIII 1963 r.) reżyserował trzy sztuki w 3 różnych teatrach:
- 22 XI 1962: Pan Damazy Józef Franciszek Bliziński (Teatr im. Stefana Jaracza w Olsztynie)
- 15 V 1963: Majtki Carl Sternheim (Teatr Polski w Bielsku-Białej)
- 18 VIII 1963: Porwanie Amazonek B. V. Levy (Teatr Wybrzeże w Gdańsku).

Kolejne 4 lata (od X 1963 do II 1967 r.) spędził, jako aktor i reżyser, na deskach gnieźnieńskiego Teatru im. Aleksandra Fredry:
- 25 X 1963: Wilki w nocy Tadeusz Rittner, reż. P. Zieliński
- 4 IV 1964: Szkoła żon Molier, reż. P. Zieliński oraz jako Arnolf
- 16 X 1964: Uciekła mi przepióreczka Stefan Żeromski, reż. Andrzej Uramowicz jako Przełęcki
- 26 II 1965: Wieczór Trzech Króli William Shakespeare, reż. P. Zieliński
- 18 IX 1965: Dziewczyna z manekinem Karol Obidniak, reż. P. Zieliński
- 16 X 1965: Zemsta Aleksander Fredro, reż. Stefania Domańska jako Cześnik Raptusiewicz
- 26 III 1966: Fedra Jean Baptiste Racine, reż. P. Zieliński oraz jako Tezeusz
- 25 VI 1966: Stanisław i Bogumił Maria Dąbrowska, inscenizacja i reżyseria: P. Zieliński
- 18 XI 1966: Fantazy Juliusz Słowacki, reż. P. Zieliński oraz jako tytułowy Hrabia Fantazy Dafnicki
- 18 II 1967: Mój biedny Marat Aleksiej Arbuzow, reż. P. Zieliński.

Na przełomie roku 1967/1968 gościnnie współpracował reżysersko z trzema teatrami:
- 12 XI 1967: Ali Baba i 40 rozbójników Janusz Kłosiński i Janusz Słowikowski (Teatr im. Stefana Jaracza w Olsztynie)
- 22 XII 1967: Trzy białe strzały Jan Makarius (Teatr im. Wojciecha Bogusławskiego w Kaliszu)
- 4 II 1968: Testament dziwaka Tomaszewski Jan (Teatr Muzyczny im. Danuty Baduszkowej w Gdyni)
- 4 III 1968: Skiz Gabriela Zapolska (Teatr im. Wojciecha Bogusławskiego w Kaliszu).

Przez następne 8 lat (od VII 1968 do VII 1976 r.) był związany, jako aktor i reżyser, z warszawskim Teatrem Komedia:
- 18 VII 1968: Porwanie Amazonek Benn W. Levy, reż. P. Zieliński
- 18 IV 1969: Miotełki warszawskie Leon Schiller, reż. P. Zieliński
- 21 III 1970: Mąż idealny Oscar Wilde, reż. P. Zieliński
- 22 V 1971: Twój na wieki Otto Zelenka, reż. P. Zieliński oraz jako Piotr Motyliczek
- 18 XI 1972: Romans biurowy Emil Braginski i Eldar Riazanow, reż. P. Zieliński
- 14 IV 1973: Romans z wodewilu Władysław Krzemiński, reż. P. Zieliński
- 27 IV 1974: Wilki w nocy Tadeusz Rittner, reż. P. Zieliński oraz jako Prezes Sądu
- 26 IV 1975: Sylwestrowa przygoda Emil Braginski i Eldar Riazanow, reż. P. Zieliński
- 24 VII 1976: Mieszkanie do wynajęcia Pierre Barillet i Jean P. Gredy, reż. Przemysław Zieliński oraz jako Bob.

Schyłkowe 8 lat swej kariery (od XII 1977 do V 1985 r.) spędził na deskach warszawskiego Teatru na Woli:
- 30 XII 1977: Podróż po Warszawie Feliks Szober, reż. Andrzej Strzelecki jako Światowiec
- 16 V 1978: Życie Galileusza Bertolt Brecht, reż. Ludwik René jako Filozof
- 22 XI 1978: Ulice sytych Emil Zegadłowicz, reż. Andrzej Koper – w podwójnej roli: Dyrektor teatru, Karciarz
- 29 III 1979: Do piachu... Tadeusz Różewicz, reż. Tadeusz Łomnicki jako pan I
- 26 IV 1980: Sprzężenie zwrotne Aleksander Gelman, reż. Andrzej Rozhin jako Dyrektor przedsiębiorstwa
- 15 X 1980: Sędziowie. Klątwa Stanisław Wyspiański, reż. Waldemar Matuszewski jako Nauczyciel
- 23 VI 1981: Amadeusz Peter Shaffer, reż. Roman Polański jako Johann Kilian von Strack
- 4 XII 1982: Wojna i pokój Lew Tołstoj, reż. Andrzej Chrzanowski jako Wasilij
- 6 III 1983: Przyjaciel wesołego diabła Kornel Makuszyński, reż. Jan Skotnicki jako Kalif
- 8 VII 1983: Sługa dwóch panów Carlo Goldoni, reż. Waldemar Matuszewski jako Doktor
- 7 VII 1984: Niemcy Leon Kruczkowski, reż. Andrzej Rozhin jako Antoni
- 1 I 1985: Wielki Jerry Francis Scott Fitzgerald, reż. Piotr Cieślak jako Sędzia Fossile
- 18 V 1985: Zbrodnia i kara Fiodor Dostojewski, reż. Waldemar Matuszewski jako Człowiek-Niespodzianka.

Swoją bogatą karierę aktorską zakończył na scenie warszawskiego Teatru Narodowego:
- 12 II 1987: Bracia Karamazow Fiodor Dostojewski, reż. Jerzy Krasowski jako Sędzia.

## Telewizja
Za debiut można uznać jego reżyserski występ 8 października 1954 r. w Teatrze Telewizji, w sztuce Karabiny matki Carrar Bertolta Brechta. Pozostałe dokonania aktorskie Zielińskiego związane są z kilkoma innymi spektaklami Teatru Telewizji:
- 23 V 1960: Biała Adolf Rudnicki, reż. Adam Hanuszkiewicz
- 23 IX 1968: Gruszeczka czyli wizyta obcej pani Stanisława Fleszarowa-Muskat, reż. Józef Słotwiński jako lekarz
- 5 IV 1969: Wicek i Wacek[7] Zygmunt Przybylski, reż. Józef Słotwiński
- 8 I 1973: Diabelski Zawód Russell O’Neil, reż. Maria Kaniewska
- 29 XI 1975: Pod jednym dachem M. Krajndel i M. Smirnowa, reż. Józef Słotwiński jako Karpowicz.

## Film
Na ekranie kinowym po raz pierwszy pojawił się 16 stycznia 1954 r. Debiutował jako wczasowicz w Podborzu, w filmie politycznym pt. Domek z kart.
- 2 IV 1971: Pierścień księżnej Anny, kostiumowy film przygodowy dla młodych widzów, reż. Maria Kaniewska
- 25 VI 1976: Wielki układ, psychologiczny film obyczajowy, reż. Andrzej Jerzy Piotrowski jako Majak, szef Janickiego
- 4 III 1979: Rodzina Połanieckich, 7-odcinkowy serial obyczajowy, reż. Jan Rybkowski – odc. 1, 2, 4
- 6 IV 1981: Zamach stanu, film historyczny, reż. Ryszard Filipski
- 3 IV 1985: 111 dni letargu, telewizyjny film wojenny, reż. Jerzy Sztwiertnia
- 3 X 1988: Pole niczyje, 5-odcinkowy serial fabularny, reż. Jan Błeszyński jako Wiśnicz
- 6 XI 1988: Królewskie sny, 8-odcinkowy serial historyczno-biograficzny, reż. Grzegorz Warchoł – odc. 1, 3, 5, 7
- 20 I 1989: Rzeczpospolitej dni pierwsze, telewizyjny film historyczny, reż. Roman Wionczek jako Zdzisław Lubomirski.

## Radio
3 lutego 1950 r. debiutował, jako Gaweł, w słuchowisku reżyserowanym przez Jerzego Rakowieckiego, opartym na noweli Memento Bolesława Prusa, które zrealizowano pod auspicjami Teatru Polskiego Radia.
- 26 VI 1953: Domek z kart Maria Koszyc i Emil Zegadłowicz, reż. Erwin Axer jako Literat 1
- 2 I 1954: Nawrócony Bolesław Prus, reż. Irena Ładosiówna jako Narrator
- 1 V 1954: Karabiny matki Carrar Bertolt Brecht, reż. Michał Melina, adaptacja: P. Zieliński
- 13 V 1954: Tajemnica starej szkatułki Semion Arefiew, reż. Michał Melina jako Gość
- 15 III 1955: Wyspa siedmiu nieszczęść Tadeusz Kwiatkowski, reż. Wojciech Maciejewski jako Hitschcox
- 28 VII 1955: Daleka droga A Maciej Słomczyński, reż. Lidia Zamkow jako Komendant
- 20 XI 1977: Walka z szatanem Stefan Żeromski, reż. Krystyna Sznerr jako ojciec Kseni
- 26 XI 1978: Węzły życia Zofia Nałkowska, reż. Krystyna Sznerr-Mierzejewska, jako Gozba Cienki

## Przebieg pracy
W trakcie swej 46-letniej kariery aktorskiej występował łącznie na deskach 21 teatrów w: Lublinie (2), Olsztynie, Toruniu, Poznaniu, Koszalinie, Białymstoku, Bielsku-Białej, Gdańsku, Gnieźnie, Kaliszu, Gdyni i Warszawie (9):
- Teatr Zrzeszenia Aktorskiego (Lublin): 1944
- Teatr Wojska Polskiego (Lublin): 1944–1945
- Teatr im. Stefana Jaracza w Olsztynie: 1945–1946 (aktor); 1962–1963 i 1967-1968 (reżyser)
- Teatr Ziemi Pomorskiej w Toruniu: 1946-1948
- Teatr Polski w Poznaniu: 1948–1949
- Teatr Rozmaitości w Warszawie: 1948-1950
- Teatr Domu Wojska Polskiego (Warszawa): 1950–1952 i 1955–1956
- Teatr Współczesny w Warszawie: 1953
- Teatr Polski im. Arnolda Szyfmana w Warszawie: 1954−1955
- Teatr Nowej Warszawy: 1954
- Bałtycki Teatr Dramatyczny im. Juliusza Słowackiego w Koszalinie: 1955
- Teatr Dramatyczny im. Aleksandra Węgierki w Białymstoku: 1956–1957 (jako aktor i reżyser)
- Teatr Klasyczny w Warszawie: 1957-1962 (jako aktor i reżyser)
- Teatr Polski w Bielsku-Białej: 1963
- Teatr Wybrzeże (Gdańsk): 1963
- Teatr im. Aleksandra Fredry w Gnieźnie: 1963-1967 (jako: aktor, reżyser, kierownik artystyczny i dyrektor)
- Teatr im. Wojciecha Bogusławskiego w Kaliszu: 1967-1968 (reżyser)
- Teatr Muzyczny im. Danuty Baduszkowej w Gdyni: 1968 (reżyser)
- Teatr Komedia w Warszawie: 1968–1977 (jako: aktor, reżyser, kierownik artystyczny i dyrektor)
- Teatr na Woli (Warszawa): 1977-1987
- Teatr Narodowy (Warszawa): 1987

Na emeryturę przeszedł w roku 1987.

## Śmierć
Aktor zmarł w wieku 73 lat. Został pochowany na warszawskim cmentarzu Bródnowskim (kwatera 73A-4-18).